# ベルファール魔法学園
ベルファール魔法学園（ベルファールまほうがくえん）は、魔法世界の学園生活を扱ったファンタジーTRPG。1994年11月に角川スニーカー・G文庫から発売された。作者はヴァンガードの大田原一博と山崎徹。イラストはむっちりむうにい。

## 概要
魔法が日常的に存在する世界において、エリートとしての「魔法使い」への昇格を目指し、名門の魔法学園で学ぶ少年少女の生活を描いたTRPG。「誰にでもできるTRPG」とのサブタイトルを掲げた軽易なシステム、ゲームのルールより先にリプレイと背景世界の解説を掲載した紙面構成など、ファンタジー世界の雰囲気を伝えることを優先してライトユーザーの獲得を狙った作風が特徴である。
本作品は前述の通り、角川スニーカー・G文庫から発売されていた。その後、同レーベルの停止にともないルールブックの入手は困難となっていたが、2012年5月になってJコミでルールブックの無料公開が開始された。閲覧だけでなく、PDF形式によってキャラクターシートなどが印刷可能な仕様となっている。これは同サイトにおける絶版TRPGルールブック公開の第1弾であり、モデルケースとなるものである。

## システム

### キャラクターメイキング
本システムにはキャラクタークラス的な分類は存在しない。舞台設定上、すべてのプレイヤーキャラクターは「魔法使い見習い生」であり、成長の方向性は「いかなる魔法を学ぶか」に集約されるからである。キャラクターは6種類の能力値と、習得呪文の上限を示す「魔法レベル」、武器を使った戦いの強さを示す「戦闘レベル」によって表現される。また、特定の行為判定にボーナスを得られる「得意ワザ」、魔法の力によって不思議な働きをする「特殊アイテム」をそれぞれ1つ取得でき、これによってもキャラクターの個性が表現される。
巻末には、魔法学園1年A組の生徒36名（男子・女子それぞれ18名）全員のキャラクターデータが掲載されており、プレロールドキャラクターとしての使用が推奨されている。

### 行為判定
行為判定は上方判定に属する。6面サイコロ2個を振った出目に、判定に関連する能力値を足し、その合計値が判定の難易度以上になれば行為は成功する。6のぞろ目はクリティカル、1のぞろ目はファンブルとなる。

### 魔法
前述のとおり、全てのプレイヤーキャラクターは魔法の呪文を習得し、使うことができる。キャラクターは自分の魔法レベルと知力の許す範囲で、任意に呪文を選び、習得することが可能。魔法が日常に浸透しているという背景世界の設定上、戦闘向けの魔法だけでなく、農作業や家事などの仕事に使える魔法が充実しているのが特徴と言えるだろう。基本ルールブックには、2レベルまでの呪文、計66個が掲載されている（後にウェブサイト上で5レベルまでの呪文データが公表されたが、2007年現在で公式サイトは閉鎖され、2011年現在、株式会社ヴァンガードにおいても作品紹介があるのみである）。

## 背景世界
本システムの舞台となるのは、魔法の実在する世界「フロマジア」。技術や社会組織などは中世ヨーロッパ程度だが、魔法が実在し広く普及している。そのため初歩の呪文や魔法の品が電化製品並みに生活に浸透しており、結果的に生活水準はかなり高い。とはいえ、多数の呪文を取得した「魔法使い」はエリート職業であり、魔法使い協会が授ける魔法使いの免許は勉学に励んで取得する価値のあるものとされている。
プレイヤーキャラクターたちが所属することになる「ベルファール魔法学園」は、このフロマジアの中にあるヴァシュラン王国の王都マルスランにある、魔法使い協会が運営する学校である。優秀な魔法使いとなるため、魔法だけでなく心身を鍛える様々な学問や鍛錬のカリキュラムが用意されており、武術、芸術、あるいは家事など、各プレイヤーキャラクターたちが持つ様々な特技を披露する機会には事欠かない。なおヴァシュラン王国内でも5本の指に入る魔法使いが魔法LV9（3級魔法使い）であることから、その難しさが窺える。

## 完成度の高さ
通常、他のTRPGには多くのエラッタが存在するが、ベルファールには大きな訂正等がほとんど無く非常に完成度の高いシステムであった。なおルールブックには収録されていない3〜5レベルの呪文が存在する。

## 作品一覧
- 『ベルファール魔法学園―誰にでもできるTRPG』 ISBN 4044809011
- 『コンプRPG』
  - 94年12月号、44〜47ページ（4ページ）
    - 世界とルールの簡単な説明

  - 94年12月号付録、54〜59ページ（6ページ）
    - シナリオ「じゃんぐる・ぱにっく」

  - 95年4月号、120〜125ページ（6ページ）
    - シナリオ名なし(*)

  - 95年8月号、116〜121ページ（6ページ）
    - マルスラン・ショッピングガイド（アイテム、モンスター紹介）
- 『ザ・スニーカー』
  - '94 Winter号、125〜128ページ（4ページ）
    - 「レミィのベルファール魔法学園ドタバタ編」(*)

  - '95 Spring号、157〜162ページ（6ページ）
    - 「アインのささやかな幸運」(*)

*マークの3本は、マンガでの導入、見開きのフローチャート式のシナリオ（項目数はせいぜい20程度）。4つのエンディングという形式。